# Хиро Накамура
Хиро Накамура (на английски: Hiro Nakamura) е един от главните герои в американския сериал „Герои“. Ролята се изпълнява от Маси Ока. В българския дублаж Хиро се озвучава от Николай Николов.
Първа поява: „Началото“
Способност: Огъва пространствено-времевия континуум, за да:
- манипулира времето
- пътува във времето
- се телепортира

Пол: Мъж
Възраст 24
Роднини:
- Баща: Kaito Nakamura,
- майка: Ishi Nakamura
- по-голяма сестра: Kimiko Nakamura

Работа: Отдел продажби в Ямагато Индъстриис
Местожителство: Токио, Япония
Любима манга: Jojo's Bizzare Adventures
Любим комикс: X-Men
Любим сериал: Star Trek
Любим филм: Laputa: Castle in the Sky
Любима певица: Britney Spears
Любима игра: Chrono Trigger, Final Fantasy Series
Любима фраза:一期一会

## История
Хиро Накамура работи в офис, по-точно е трето ниво програмист в Ямагато Индъстриис, живее в Токио, Япония. Един ден той открива, че има способността да манипулира времето и пространството. Хиро е голям фен на супер героите и научната фантастика. Наивен и крайно щастлив, Хиро се нагърбва със задачата да използва силата си за добро. Неговия най-добър (и единствения появил се) приятел е скептичния, но еднакво щастлив Андо Масахаши. В началото Хиро говори само японски, и разчита на Андо да му бъде речник, но с напредъка на сериите неговият английски бавно се подобрява.
Тринадесет години преди първия епизод бащата на Хиро, Каито Накамура, дава Клеър на г-н Бенет. В заден план 10-годишният Хиро играе на Game Boy без да им обръща внимание („Служителят на Компанията“)
В началото на сериите силата на Хиро е достатъчно развита, за да върне стрелката на часовника си с една секунда. По-късно Хиро разбира, че това е причината за 14-секундното закъснение на влака, в който той е пътувал сутринта. Изпълнен с радост, Хиро споделя своята способност с Андо, който е доста скептичен. По идея на Андо, Хиро се телепортира в женската тоалетна на един бар. Докато се прибира след това, Хиро без да иска се телепортира в Ню Йорк на Таймс Скуеър. Така започва приключението за двамата най-обикновени работници в Японска фирма.

## Сила
Силата на Хиро е огъване на пространствено-времевия континум, която той успява да овладее, но не напълно. В „Началото“ Хиро се озовава почти един месец напред във времето. В „0,07%“ той се телепортира 5 години напред в бъдещето.